# 熊津都督府
熊津都督府（朝鮮語：웅진 도독부），是唐朝与新罗灭亡百济后，在百济故地建立的羁縻府，由百济遗民管理，后在新罗与唐的战争中，被新罗吞并。
660年，百济被新罗和唐朝的联军灭亡。百济故土划分为熊津（今韩国忠清南道公州）、马韩（今韩国全罗北道益山）、东明（今韩国忠清南道扶余郡）、德安（今韩国忠清南道论山市恩津面）、金涟（不详）五个都督府。熊津都督府下辖熊津、东明、支浔、鲁山、古四、沙泮、带方、分嵯8州，治所在熊津州，都督、长史、司马、刺史都由百济人担任。从显庆五年（660年）至龙朔三年（663年），百济复国运动兴起，唐朝与新罗联合镇压，其间为了军事行动的需要，将五个都督府合为一个熊津都督府。由唐朝将领王文度担任熊津都督，王文度死后，由镇守百济故都泗沘的唐朝将领刘仁愿为熊津都督、带方州刺史。百济复国运动失败后，刘仁愿改任百济都護，唐高宗任命百济国末代国王义慈王的儿子扶余隆任熊津都督。但扶余隆害怕受到新罗国的侵略，未敢赴任，只好由唐朝将领刘仁轨检校熊津都督。高句丽灭亡后，刘仁轨、刘仁愿回国，熊津都督依然是未敢赴任的扶余隆，代行其事的是百济人熊津都督府长史难汗、熊津都督府司马祢军。后来百济国的国土大多被新罗国兼并。薛仁贵为鸡林道总管，协助熊津都督府，同新罗作战，最终失败。677年，熊津都督府被从泗沘迁至建安故城（今辽宁营口），与隶属安东都护府的建安州都督府合并。
686年，新罗在熊津州也设置同名的都督府，757年，改称熊川。940年，高丽国建立后改熊川为公州、设置都督府。983年，升格公州府。